# Alkali Ike's Love Affair
Alkali Ike's Love Affair è un cortometraggio muto del 1912 scritto, diretto e prodotto da Gilbert M. 'Broncho Billy' Anderson.

## Produzione
Il film fu prodotto dalla Essanay Film Manufacturing Company. Venne girato in California, a San Rafael.

## Distribuzione
Distribuito dalla General Film Company, il film - un cortometraggio in una bobina - uscì nelle sale cinematografiche statunitensi il 6 febbraio 1912 e in quelle britanniche il 7 aprile dello stesso anno.